# Федеральный список экстремистских материалов
Федера́льный спи́сок экстреми́стских материа́лов составляется Министерством юстиции России (ранее — Росрегистрацией) на основе судебных решений. В него включаются различные материалы, признанные судом экстремистскими. Впервые опубликован 14 июля 2007 года и сначала состоял из 14 пунктов. С тех пор список регулярно обновляется и по состоянию на 30 июля 2025 года содержит 5475 пунктов (часть из которых исключена в связи с повтором содержания ранее внесённых пунктов).
В список входят статьи, листовки и брошюры («Бал сатаны на обломках России» за подписью «Протоколы сахалинских мудрецов», брошюра «Протоколы сионских мудрецов»), книги («Картинки из жизни сподвижников посланника Аллаха» Абдуррахмана Раафата аль-Баши), номера газет и журналов (многочисленные номера журнала «Аль-Ваъй», а также издания радикального русского национализма), кинофильмы (фильм «Россия с ножом в спине. Еврейский фашизм и геноцид русского народа»), видеоролики («Казнь таджика и дагестанца»), музыкальные произведения (альбом «Музыка белых» группы Order) и произведения изобразительного искусства.

## Правовые основания и правовой режим
Понятие «Федеральный список экстремистских материалов» было введено федеральным законом «О противодействии экстремистской деятельности» № 114-ФЗ от 25 июля 2002 года. Закон определяет экстремистские материалы следующим образом:

Предназначенные для обнародования документы либо информация на иных носителях, призывающие к осуществлению экстремистской деятельности либо обосновывающие или оправдывающие необходимость осуществления такой деятельности, в том числе труды руководителей национал-социалистской рабочей партии Германии, фашистской партии Италии, публикации, обосновывающие или оправдывающие национальное и (или) расовое превосходство либо оправдывающие практику совершения военных или иных преступлений, направленных на полное или частичное уничтожение какой-либо этнической, социальной, расовой, национальной или религиозной группы.— 2002, № 114-ФЗ, ст. 1, п. 3
Согласно принятой в 2015 году поправке, исключениями являются Библия, Коран, Танах и Ганджур, их содержание и цитаты из них, что обосновывалось тем, что эти книги составляют «духовную основу» христианства, ислама, иудаизма и буддизма — «традиционных религий», которые «составляют неотъемлемую часть исторического наследия народов России».
При этом, к экстремистской деятельности закон относит, помимо прочего, «массовое распространение заведомо экстремистских материалов, а равно их изготовление или хранение в целях массового распространения», а также финансирование и «иное содействие» этим действиям (Статья 1 п. 1).
Закон запрещает распространение, производство и хранение в целях распространения экстремистских материалов на территории РФ; предусматривает признание материалов экстремистскими федеральным судом по месту их обнаружения, распространения или производства, их конфискацию, и включение материалов в Федеральный список, который подлежит «размещению в международной компьютерной сети „Интернет“», а также опубликованию в СМИ (Статья 13). Изначально предполагалось, что список будет обновляться два раза в год; на практике, он обновляется значительно чаще.
Согласно статье 20.29 КоАП РФ («Производство и распространение экстремистских материалов»), массовое распространение, производство либо хранение в целях массового распространения материалов, включённых в опубликованный список, влечёт штраф или административный арест на 15 суток. Возможны и обвинения по различным уголовным статьям (например, ст. 280 «Публичные призывы к осуществлению экстремистской деятельности» или ст. 282 «Возбуждение ненависти либо вражды, а равно унижение человеческого достоинства»). Согласно статье 15 Закона «О противодействии экстремистской деятельности», автор экстремистских материалов признаётся «лицом, осуществлявшим экстремистскую деятельность». Также, статья 13 предусматривает такие меры обеспечения исполнения, как «предупреждение о недопустимости распространения экстремистских материалов» через СМИ, и приостановка или прекращение деятельности СМИ в случае неисполнения предупреждения (Статьи 8 и 11).

### Доступ в библиотеках
Доступ к чтению книг, признанных экстремистскими, можно получить лишь в трёх библиотеках: Российской государственной библиотеке, Российской национальной библиотеке и Государственной публичной исторической библиотеке России. В «Инструкции по работе с документами, включёнными в „Федеральный список экстремистских материалов“» указано: «Выдача читателям документов, включённых в ФСЭМ, осуществляется в исключительных случаях: для проведения сравнительной экспертизы документов на наличие экстремистской информации во вновь выявленных материалах, проведения научно-исследовательской работы и подготовки антиэкстремистских пропагандистских акций. […] Основанием для допуска читателя к указанным документам является письмо-отношение от официальной организации на имя Директора библиотеки».

## Запрещённые материалы в Интернете
За распространение запрещённых материалов в Интернете несут ответственность авторы и распространители материала. В марте 2008 года Алексей Жафяров, представитель Генпрокуратуры, предложил возложить ответственность также и на провайдеров и хостинг-компании. В апреле Вячеслав Сизов, другой представитель Генпрокуратуры, описал план более конкретно. Согласно Сизову, в список запрещённых материалов следует включать и конкретные сайты; все российские провайдеры должны будут заблокировать доступ к запрещённому сайту в течение месяца после публикации списка. В поддержку идеи выступают некоторые законодатели, например, Сергей Миронов.
10 мая 2011 г. Верховный суд РФ в своём определении № 58-Впр11-2 по иску прокурора г. Хабаровска к ЗАО «Транстелеком-ДВ» (интернет-провайдеру) об ограничении доступа к странице сайта, на которой были размещены признанные экстремистскими материалы об НБП указал, что, несмотря на отсутствие законов, предусматривающих конкретный порядок и условия ограничения доступа к интернет-сайтам, действующим законодательством установлена необходимость ограничения доступа к сайтам, содержащим экстремистский материал и техническая возможность это сделать у провайдера имелась. Верховный суд отменил решения нижестоящих судебных инстанций, отказавших прокурору в удовлетворении иска, и направил дело на новое рассмотрение.

## Критика
Некоторые эксперты считают, что из-за непрофессиональной работы судебной экспертизы и закрытых процессов в список попадают материалы, которые не следует считать экстремистскими, произведения известных авторов, не запрещённые ни в одной другой стране мира. Например, уполномоченный по правам человека в России Владимир Лукин в своё время предупреждал об абсурдности отнесения трудов Саида Нурси к экстремизму в России.
Некоторые пункты списка сформулированы способом, который делает заведомо невозможной идентификацию самого материала, см. пункты списка 449, 392-401, 428 (и другие описания листовок только по цитатам без указания на время и место распространения листовки), 674. В некоторых пунктах сетевые адреса указаны некорректно (пункт 300). В некоторых случаях (пункт 414) использованные неточные описания ведут к курьёзным следствиям. Такие формулировки порождают сомнение в компетентности судов, вынесших соответствующие решения.
Также возникает вопрос, не может ли пункт 414, где приведены пространные цитаты из запрещаемых материалов, сам быть признан экстремистским материалом.
Европейский суд по правам человека коммуницировал жалобы на внесение в список ряда мусульманских изданий.
Пункт 1081 содержит IP-адрес сайта, размещавшегося в 2011 году на хостинге Blogger, который использовал для всех (до 1,3 млн) размещаемых блогов всего несколько IP-адресов, различая запросы по доменному имени. В результате в 2012 году часть запросов к любым блогам, размещённым на этом хостинге, блокировалась отдельными российскими Интернет-провайдерами.
В 2015 г. Комитет по правам человека ООН в своих заключительных замечаниях по седьмому периодическому докладу Российской Федерации о соблюдении Международного пакта о гражданских и политических правах выразил обеспокоенность тем, что «в соответствии с расплывчатым и гибким определением термина „экстремистская деятельность“, предусмотренным в Федеральном законе „О противодействии экстремистской деятельности“, не требуется наличия каких-либо проявлений насилия или ненависти и что в этом законе не содержится чётких или конкретных критериев, на основе которых те или иные материалы могут квалифицироваться как экстремистские».

## Правовые позиции ЕСПЧ в отношении процедуры признания материалов экстремистскими
Европейский суд по правам человека вынес несколько постановлений, в ходе которых вынужден был обращаться к вопросу о соответствии требованиям Европейской конвенции по правам человека института признания материалов экстремистскими, предусмотренного ст. 13 Федерального закона «О противодействии экстремистской деятельности».
В постановлении «Мария Алёхина и другие против России» ЕСПЧ:
- прежде всего напомнил, что понятия «экстремизм» и «экстремистские материалы» в соответствующем российском законе слишком широкие;
- отметил, что в случаях, когда высказывания не содержат прямого или косвенного побуждения к насилию, государство не должно ограничивать права общественности на ознакомление с ними;
- нашёл неправомерным, что вывод об экстремистском содержании видеороликов был сделан не судом, а экспертами-лингвистами, которые вышли за рамки собственно лингвистического исследования;
- указал, что экспертное заключение не было изучено, суд просто воспроизвёл итоговый вывод эксперта, и что такой подход неприемлем, так как все вопросы права должны разрешаться только судами;
- расценил неправомерным подход российского суда, который не пытался самостоятельно исследовать видеоматериалы и не указал, какие конкретно фрагменты видео являются экстремистскими;
- указал, что решение российского суда практически никак не мотивировано, что не даёт возможности понять, каково же было обоснование для запрета.
- отметил, что авторы видеоматериалов не смогли участвовать в судебном заседании по делу о признании видеороликов экстремистскими, поскольку законодательство Российской Федерации не позволяло им это сделать. ЕСПЧ отметил, что эта проблема касается не только отдельно взятого дела, но и в целом соответствующих положений действующего российского законодательства[20][21][22][23].

В Постановлении «Ибрагим Ибрагимов и другие против Российской Федерации» ЕСПЧ признал решения российских судов несовершенными по сходным основаниям:
- во-первых, ЕСПЧ отметил, что районный суд поддержал выводы экспертов, не дав им содержательной оценки, а просто заявив, что нет причины в них сомневаться. Суд даже не процитировал соответствующие части экспертных исследований, сославшись только на итоговые заключения;
- во-вторых, в данных экспертизах рассматривалась гораздо более широкая область, чем просто вопросы лингвистики или психологии. Вместо того чтобы ограничиться определением значений конкретных слов и выражений или объяснением их потенциального психологического воздействия, эксперты предоставили правовую оценку текстов представителей заинтересованной стороны. В итоге не суд сделал решающие правовые выводы относительно экстремистского характера книг, а эксперты по лингвистике и психологии;
- в-третьих, районный суд не предпринял попытки провести свой собственный правовой анализ рассматриваемых текстов. Судья даже не прочитал книгу, посчитав, что она цитировалась в достаточной мере в заключении специалистов.
- в-четвёртых, заявители не смогли оспорить заключения экспертов или эффективно выдвинуть аргументы в защиту своей позиции, поскольку районный суд сразу же отклонил все доказательства, представленные заявителями. Европейский Суд отметил, что он ранее приходил к выводу о нарушении статьи 10 Конвенции по причине отсутствия равноправия сторон в делах о свободе выражения мнения, в частности в ситуациях, где заявителям препятствовали в предоставлении доказательств в поддержку их позиции.
- в-пятых, российские национальные суды не указали, какие именно места в книгах они считают «экстремистскими», каким образом они возбуждают религиозную рознь или пропагандируют превосходство либо неполноценность людей по признаку их отношения к религии, лишив тем самым заявителей возможности переиздать книги после удаления проблемных мест. Тем самым национальные судебные решения сводятся к абсолютному запрету на публикацию и распространение рассматриваемых книг[22][24][25].

## Содержание Федерального списка экстремистских материалов
По состоянию на 16 июля 2025 года в списке 5473 пунктов.

### Религиозная литература
Церковь саентологии
- Книги (п. 1170—1176), в том числе книга «Что такое саентология?»

Свидетели Иеговы
- Некоторые книги, брошюры, отдельные выпуски журналов «Пробудитесь!» и «Сторожевая башня», а также сайт и мобильное приложение — см. полный список публикаций свидетелей Иеговы, включённых в Федеральный список экстремистских материалов.

Ислам
- Книги из собраний сочинений Саида Нурси «Рисале-и Нур» (п. 45—58)
- Отдельные номера журналов «Аль-Ваъй» и «Создание Аль-Ваъй» (п. 38—44, 86—90, 137, 208—218, 283—286, 419—422, 434—435, 738—741)
- Книга аятоллы Хомейни «Завещание» (п. 143)[27]
- Биография (п. 77) и труды Мухаммада ибн Абд-аль-Ваххаба[27]

Фалуньгун
- Книги и брошюры религиозного движения Фалуньгун (п. 296—299)[28]

### Произведения руководителейНСДАПи фашистской партии Италии
- Книги Бенито Муссолини «Доктрина фашизма» (п. 608 и п. 668), «Мемуары 1942—1943» (п. 732), «Третий путь. Без демократов и коммунистов» (п. 2285)
- Произведения Йозефа Геббельса: дневник «Геббельс Йозеф. Дневники 1945 года» (п. 795) и роман «Михаэль. Германская судьба в дневниковых листках» (п. 2385)
- Книга Адольфа Гитлера «Майн Кампф» («Моя борьба») (п. 604)
- Книги Альфреда Розенберга «Мемуары» (п. 1648), «Миф XX века» (п. 2532)
- Книга Генриха Гиммлера «Эсэсовец и вопрос крови» (п. 767)
- Брошюра Готфрида Федера «Программа и мировоззрение НСДАП» (п. 2000)

### Музыкальные произведения
- Песни группы «Коловрат» (п. 785—794, 1101, 1223—1252, 2457, 2568, 3038, 3608—3609, 3760, 3955)
- 27 песен Тимура Муцураева (п. 691, 2561, 2793, 3053, 3193, 3456—3457)
- Песни Александра Харчикова «Готовьте списки!» (п. 493) и «Жиды хлебушка не сеют» (п. 1134)
- Песня «Убей мента» группы «Психея» (п. 805)
- Песни группы «Коррозия металла» «Бей чертей — спасай Россию» (п. 2072), «Нигер» (п. 2384), «Скинхед» (п. 2797), «Смерть цунарэфам» (п. 2835), «White power» (п. 2996), «Хайль фюрер!» (п. 3012), «Грязный город», «Я шагаю по Москве», «Свобода или смерть» (п. 3197), «Рэп это кал» (п. 3933)
- Песня «Убить жида» группы «Инструкция по выживанию» (п. 2617)
- Песня «Жидомасоны» группы «Гулаг» (п. 2992)
- Песни группы «Ансамбль Христа Спасителя и Мать Сыра Земля» «Синагога» (п. 2443), «Ломая полумесяц» (п. 2654), «Сердцу не прикажешь», «Распни этих всех депутатов», «Скинхеды» (п. 3011), «Резать их сытые рожи» (п. 3230), «Евреи» (п. 3237), «Коллайдер» (п. 4340), «Убивай космонавтов» (п. 4342).
- Песня группы «Оргазм Нострадамуса» «Убей тинейджера» (п. 4508)
- Песни группы «25/17» (п. 1730, 3248, 3780)
- Песня «Дым» группы «Грот» (п. 3045)
- Песня «Молотов Коктейль» группы «Ничего Хорошего» (п. 5148)
- Песня «Родимый край» группы «Цирюльня им. Котовского» (п. 5159)
- Песня «Звезда и Автомат» группы «Электрические партизаны» (п. 5111)
- Песня «Колумбайн» Замая и Славы КПСС (п. 5454)

### Произведения отдельных авторов
- Книга Генри Пиккера «Застольные беседы Гитлера» (п. 711)
- Произведения Рона Хаббарда (п. 632—660), исключены из списка 26 апреля 2011 г.; «Лекции к курсу ПИН/ПЛ» в составе 9-ти аудиокассет и одной книги (п.1170) добавлены 20 марта 2012 года.
- Книга Генри Форда «Международное еврейство» (п. 459 и 2955)
- Произведения А. А. Добровольского (п. 6—10, 576)
- Книга К. В. Родзаевского «Завещание русского фашиста» (п. 861)
- Книга В. Н. Емельянова «Десионизация» (п. 970)
- Книга Юргена Графа «Миф о холокосте. Правда о судьбе евреев во второй мировой войне» (п. 973)
- Книга Евгения Дюринга «Еврейский вопрос как вопрос о расовом характере и его вредоносном влиянии на существование народов, на нравы и культуру» (пп. 979, 3329)
- Брошюра Рихарда Вагнера «Еврейство в музыке» (п. 1204)
- Брошюра В. И. Даля (авторство спорно) «Разыскание об убиении евреями христианских младенцев и употреблении крови их» (п. 1494)
- Книга В. А. Пруссакова «Гитлер без лжи и мифов» (п. 1596)
- Книга Эдуарда Дрюмона «Еврейская Франция» (п. 1791)
- Книги Г. П. Климова: «Божий Народ» (п. 1456), «Красная Каббала» (п. 1957) и «Протоколы советских мудрецов» (п. 1958)
- Книги А. Н. Севастьянова: «Чего хотят от нас евреи» (п. 2139) и «Русский национализм: его друзья и враги» (п. 2138).
- Роман Дмитрия Нестерова «Скины: Русь пробуждается» (п. 1482).
- Книга Максима Марцинкевича «Реструкт!» (п. 2572)
- Книги А. С. Шмакова «Евреи в истории» (п. 2931) и «Международное тайное правительство» (п. 4183).
- Статья Рафаэля Лемкина «Советский геноцид в Украине» (п. 4413)
- Книга Михаэля Лайтмана «Тайное еврейское учение. Часть Х. Плоды мудрости» (п. 3151)
- Книги Олега Платонова «Загадка сионских протоколов» (п. 4347), «Сионские протоколы в мировой политике» (п. 4413), «Россия и мировое зло» (п. 5076), «Ритуальные убийства» (п. 5077), «Терновый венец России» (п. 5078), «Тайна беззакония» (п. 5079), «Иудаизм и масонство» (п. 5080).
- Книга Дэвида Дюка «Еврейский вопрос глазами американца» (п. 5104)
- Текст «План Даллеса по уничтожению СССР (России)» (п. 3932), выдаваемый за сформулированный Аланом Даллесом, главой ЦРУ в 1953—1961 годах, план по моральному разложению советского общества после войны. В действительности является подборкой фрагментов романа «Вечный зов» в редакции 1981 года[29]
- Книга Алексея Навального «Патриот»(п. 5476)

### Другие публикации
- Обращение общественной организации «Голос Беслана» «Всем, кто сочувствует жертвам бесланского теракта!» к Президенту и Конгрессу США, руководителям стран Евросоюза и членам Европейского парламента (п. 589).
- Статья Чеченская Республика // Большая энциклопедия. — М.: Терра, 2008. — Т. 58. — С. 261—268. — ISBN 5-273-00432-2. (п. 680)
- Плакат с изображением человека, похожего на президента РФ В. В. Путина, на лице которого макияж — накрашены ресницы и губы (п. 4071)

### Фильмы
- «Вечный жид» — фильм Фрица Хипплера (№ 5)
- Трейлер любительского фильма «Невинность мусульман» (№ 1589)[30]
- Видеоролик YouTube-блогера Ильи Мэддисона «Шутка про Коран» (№ 4086)
- «Тайное и явное (Цели и деяния сионистов)» — советский пропагандистский фильм 1973 года (№ 5218)[31].

### Лозунги
- «Православие или смерть!» (п. 865). При этом два суда приняли по поводу данного лозунга противоположные решения[28][32].
- «Россия для русскихъ» (п. 866). Как отмечает доклад центра «Сова», «непонятно, запрещён ли лозунг в своём обычном написании или только с буквой „ъ“»[28].
- «Слава Украине! Героям слава!». Министерство юстиции РФ внесло Организацию украинских националистов, а также её атрибутику, включая лозунг-приветствие «Слава Украине!», а также ответ «Героям слава!» в перечень нацистских 18 января 2024 года[33].

### Веб-сайты
- Сайт zhurnal.lib.ru (часть Библиотеки Максима Мошкова) (п. 381). Сайт был вынужден сменить домен на samlib.ru[34].
- Ряд материалов сайта Ингушетия.org (п. 661, 664) и сайт в целом (п. 276, 709).
- Ряд материалов сайта Кавказ-центр (п. 270, 339, 340, 351—355, 366, 367, 705).

### Произведения изобразительного искусства
- Графическая работа Александра Савко из серии «Путешествия Микки Мауса по истории искусства» с евангельским сюжетом «Нагорная проповедь» (п. 1271)